# Bothriochloa ischaemum
Bothriochloa ischaemum là một loài thực vật có hoa trong họ Hòa thảo. Loài này được (L.) Keng mô tả khoa học đầu tiên năm 1936.

## Hình ảnh

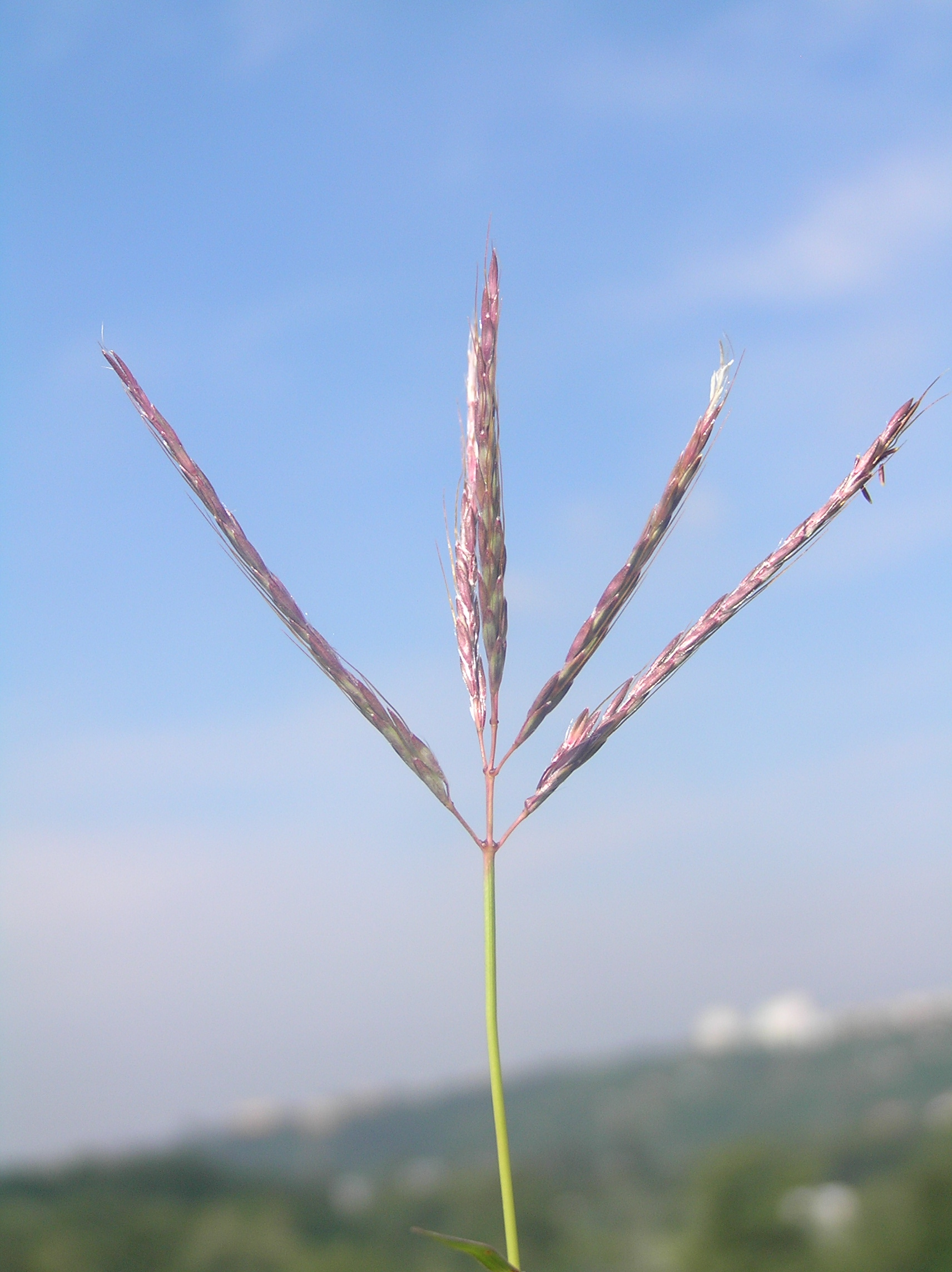
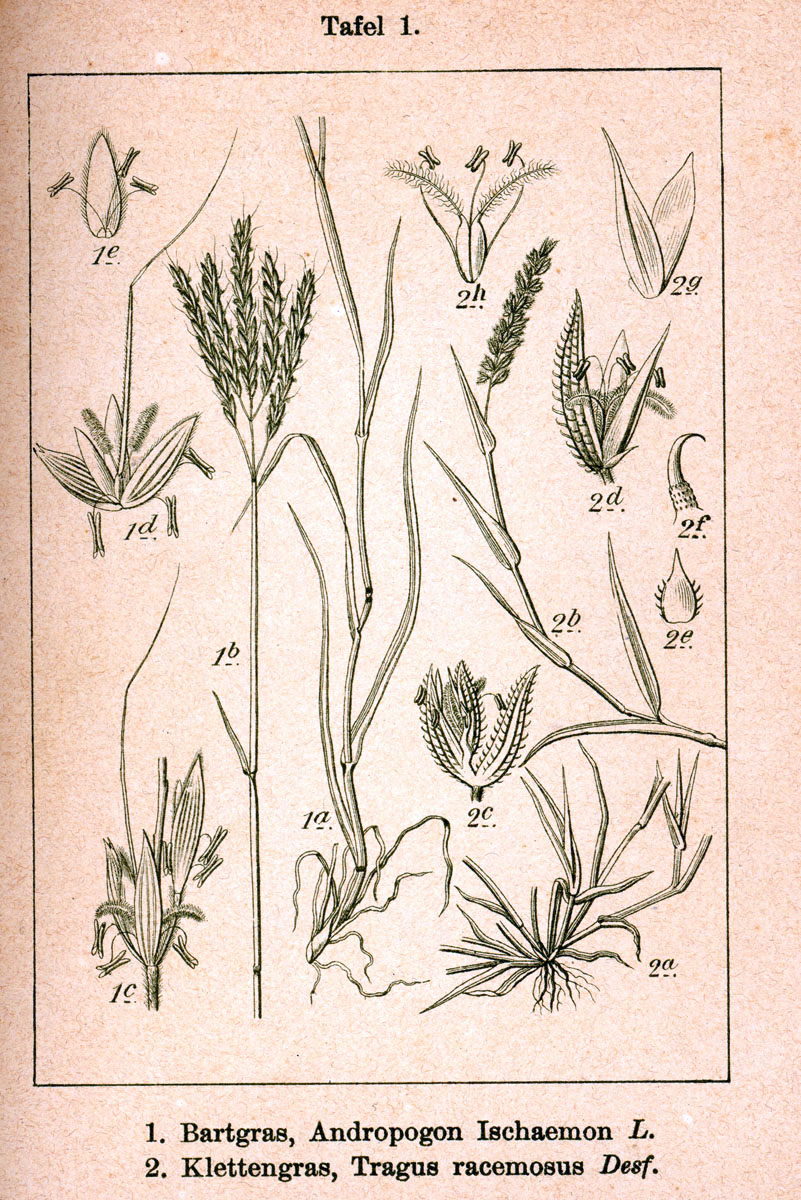
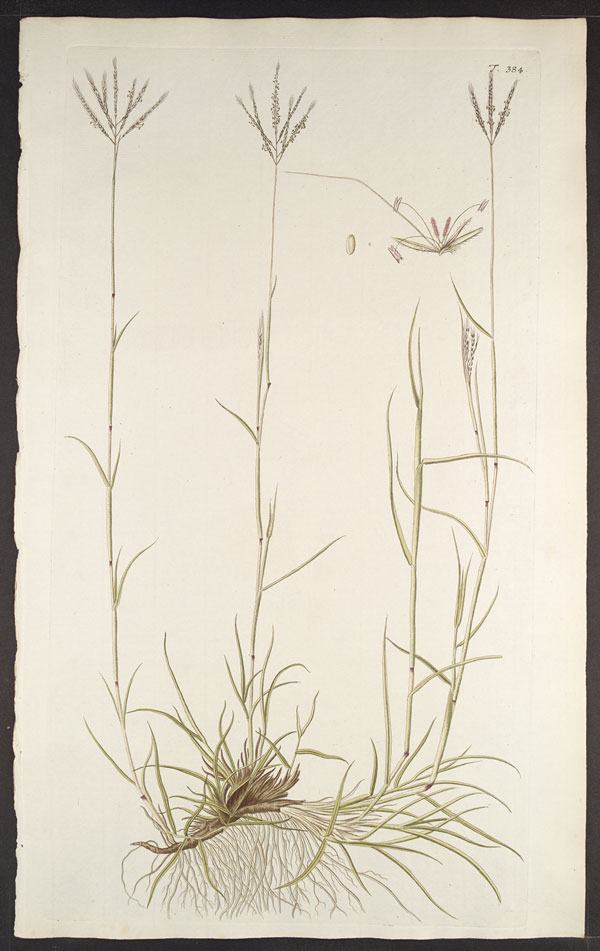
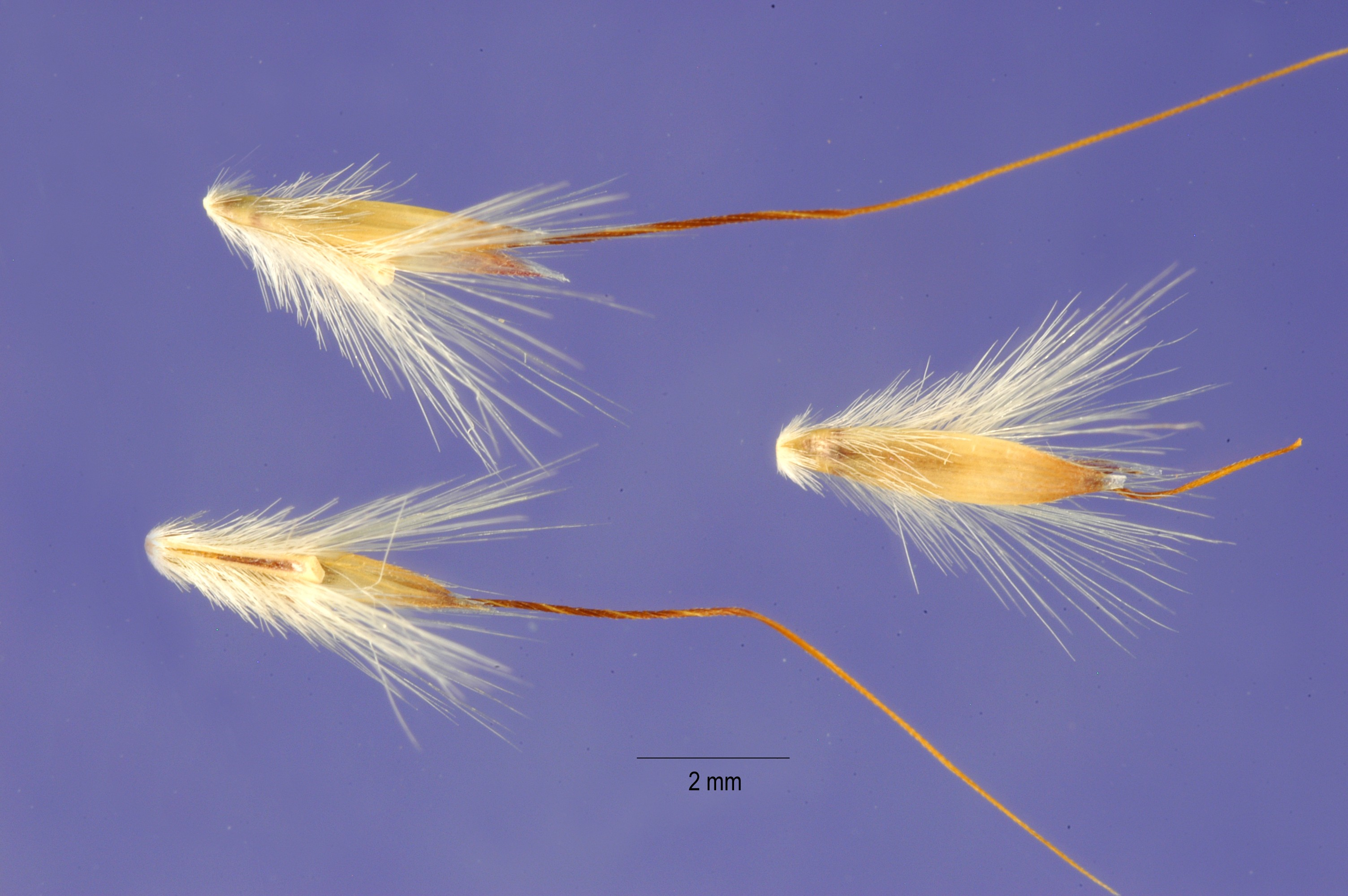